# Natalie Bates
Nathalie Bates o també Natalie Bates (Sydney, 29 de març de 1980) va ser una ciclista australiana professional del 2005 al 2008.
La seva germana Katherine també es dedicà al ciclisme.

## Palmarès
- 2001
  - Vencedora d'una etapa a la Canberra Milk Race
- 2002
  - Vencedora d'una etapa a la Canberra Milk Race
- 2005
  - Vencedora d'una etapa al Geelong Tour
- 2006
  - Medalla d'or als Jocs de la Commonwealth en Ruta